# Lemonias zygia
Espèce
Lemonias zygia est une espèce d'insectes lépidoptères (papillons) appartenant à la famille des Riodinidae et au genre Lemonias.

## Dénomination
Lemonias zygia a été décrit par Jacob Hübner en 1807.

### Sous-espèce
- Lemonias zygia zygia
- Lemonias zygia chea; Hewitson, 1863[1].

### Nom vernaculaire
Lemonias zygia se nomme Zyglia Lemmark en anglais

## Description
Lemonias zygia est un papillon au dessus marron roux tacheté de blanc.
Le revers, plus clair, est marron tacheté de beige nacré.

## Écologie et distribution
Lemonias zygia est présent en Guyane, en Guyana, en Bolivie et au Brésil.

### Protection
Pas de statut de protection particulier.